# Yarim-Lim II
Yarim-Lim I (... – 1700 a.C.) noto anche come Yarimlim, è stato il quinto sovrano di Yamhad (Aleppo), succeduto al padre Abba-El I.

## Biografia

### Regno
Dati gli scarsi scavi archeologici di Aleppo, la conoscenza su Yamhad e i suoi re proviene principalmente dalle tavolette scoperte ad Alalakh e Mari. Si sa poco su Yarim-Lim II, ma la sua esistenza è confermata da un'iscrizione su un sigillo scoperta ad Alalakh, dove si è auto-designato come figlio di Abba-El I e "fedele del dio Hadad". Uno dei suoi ministri fu Ini-Kubaba, noto per la sua iscrizione del suo sigillo trovata anch'essa ad Alalakh.

#### Identità
L'identità di questo è oggetto di dispute: Abba-El I ebbe un fratello di nome Yarim-Lim a cui fu dato il regno di Alalakh. Il re di Alalakh menziona di essere il figlio di Hammurabi I, e Yarim-Lim II nell'iscrizione del suo sigillo, menziona che è figlio di Abba-El I, anche se Moshe Weinfeld suggerisce che Yarim-Lim II di Yamhad sia invero Yarim-Lim di Alalakh. Egli ritiene che il sigillo che menziona che Yarim-Lim sia figlio di-El appartenga a Yarim-Lim, figlio di Hammurabi I, e che il motivo per cui sia menzionato che Yarim-Lim sia figlio di Abba-El I nell'iscrizione del sigillo sia che Abba-El abbia adottato il fratello per poter creare una base legale per installarlo come re.
Questa teoria ha ben poca dimostrazione, non essendoci alcun riferimento testuale di alcuna adozione, e considerando che la posizione di Yarim-lim di Alalakh (figlio di Hammurabi) sul trono di Alalakh accadde molto prima che l'adozione, fosse anche avvenuta sul serio, avesse luogo. Inoltre, non serve neanche un'adozione per legittimare il diritto del trono di Alalakh al re fratello.

### Morte e successione
Yarim-Lim II morì nel 1700 a.C. circa, e gli succedette il figlio Niqmi-Epuh.

## Ascendenza
|                        |   |             | Genitori |  |  | Nonni |  |  | Bisnonni              |  |  | Trisnonni           |  |
|                        |   |             |          |  |  |       |  |  | Yarim-Lim I di Yamhad |  |  | Sumu-Epuh di Yamhad |  |
|                        |   |             |          |  |  |       |  |  | Yarim-Lim I di Yamhad |  |  | Sumu-Epuh di Yamhad |  |
|                        |   | Sumunna-Abi |          |  |  |       |  |  | Yarim-Lim I di Yamhad |  |  |                     |  |
| Hammurabi I di Yamhad  |   |             |          |  |  |       |  |  | Yarim-Lim I di Yamhad |  |  |                     |  |
|                        |   | Gashera     | …        |  |  |       |  |  |                       |  |  |                     |  |
|                        |   | Gashera     | …        |  |  |       |  |  |                       |  |  |                     |  |
|                        |   | Gashera     | …        |  |  |       |  |  |                       |  |  |                     |  |
| Abba-El I di Yamhad    |   | Gashera     |          |  |  |       |  |  |                       |  |  |                     |  |
|                        |   | …           | …        |  |  |       |  |  |                       |  |  |                     |  |
|                        |   | …           | …        |  |  |       |  |  |                       |  |  |                     |  |
|                        |   | …           | …        |  |  |       |  |  |                       |  |  |                     |  |
| …                      |   | …           |          |  |  |       |  |  |                       |  |  |                     |  |
|                        |   | …           | …        |  |  |       |  |  |                       |  |  |                     |  |
|                        |   | …           | …        |  |  |       |  |  |                       |  |  |                     |  |
|                        |   | …           | …        |  |  |       |  |  |                       |  |  |                     |  |
| Yarim-Lim II di Yamhad |   | …           |          |  |  |       |  |  |                       |  |  |                     |  |
|                        | … | …           |          |  |  |       |  |  |                       |  |  |                     |  |
|                        | … | …           |          |  |  |       |  |  |                       |  |  |                     |  |
|                        | … | …           |          |  |  |       |  |  |                       |  |  |                     |  |
| …                      | … |             |          |  |  |       |  |  |                       |  |  |                     |  |
|                        |   | …           | …        |  |  |       |  |  |                       |  |  |                     |  |
|                        |   | …           | …        |  |  |       |  |  |                       |  |  |                     |  |
|                        |   | …           | …        |  |  |       |  |  |                       |  |  |                     |  |
| …                      |   | …           |          |  |  |       |  |  |                       |  |  |                     |  |
|                        |   | …           | …        |  |  |       |  |  |                       |  |  |                     |  |
|                        |   | …           | …        |  |  |       |  |  |                       |  |  |                     |  |
|                        |   | …           | …        |  |  |       |  |  |                       |  |  |                     |  |
| …                      |   | …           |          |  |  |       |  |  |                       |  |  |                     |  |
|                        |   | …           | …        |  |  |       |  |  |                       |  |  |                     |  |
|                        |   | …           | …        |  |  |       |  |  |                       |  |  |                     |  |
|                        |   | …           | …        |  |  |       |  |  |                       |  |  |                     |  |
|                        |   | …           |          |  |  |       |  |  |                       |  |  |                     |  |